# ジョー・リン・ターナー
ジョー・リン・ターナー（Joe Lynn Turner、1951年8月2日 - ）は、アメリカ人の歌手。イングランドのハード・ロック・バンドであるレインボーやディープ・パープルに在籍していたことで知られる。1990年代半ばからソロ活動を追究する一方で、様々なグループに加わって作品を残してきた。

## 経歴
アメリカ合衆国ニュージャージー州ハッケンサックに住むイタリア系アメリカ人の家庭に生まれる。本名はジョゼフ・アーサー・マーク・リンキート（Joseph Arthur Mark Linquito）。
子供の時はアコーディオンを弾いていたが、やがて典型的なリズム&ブルースに興味を持つようになる。10代前半でギターを弾きこなすようになり、高校生の時にエズラというバンドを組み、オリジナルやカヴァーを演奏していた。彼に影響を与えたのは、レッド・ツェッペリン、ジミ・ヘンドリックス、フリーなどだった。
1976年、ファンダンゴに参加。ファンダンゴはリズム&ブルース、ポップス、カントリー、ジャズ、メロディアスなロックをミックスしたと形容されたバンドで、彼は4作のアルバム全てでボーカルとギターを担当した。彼等はオールマン・ブラザーズ・バンド、マーシャル・タッカー・バンド、ザ・ビーチ・ボーイズ、ビリー・ジョエルなど非常に多くのバンドやシンガーと一緒にツアーをし、ターナーはバンドの持つ全国的な影響力を初めて経験した。
ファンダンゴ解散後、リッチー・ブラックモアからの電話でレインボーのボーカリストのオーディションに招待され合格。グラハム・ボネットの後任として加入し、1984年の解散までにアルバム『アイ・サレンダー』『闇からの一撃』『ストリート・オヴ・ドリームズ』に参加した。彼が加入した当時、レインボーはヨーロッパと日本での人気が先行し、アメリカでの人気はいま一つだった。彼の加入後、ポップス志向がより強まってアメリカでの成功を一気に勝ち取った。上記3作のアルバムの収録曲の数曲は、1980年代初期から中期にかけてロック専用のラジオ局のチャートでトップ20に入った。「ストーン・コールド」は、トップ40入りしたレインボーの最初の曲で、プロモーション・ビデオはMTVでヘヴィー・ローテーションとして放送された。『ストリート・オヴ・ドリームズ』からは同名のシングルが発売された。
1985年、クイーンやカーズとの仕事で知られたロイ・トーマス・ベイカーのプロデュースでソロ・アルバム『レスキュー・ユー』を発表。収録曲の殆どはフォリナーのアル・グリーンウッド（キーボード）との共作で、シングル「エンドレスリー」はラジオとMTVで頻繁に放送された。ナイト・レンジャーやパット・ベネターとのツアーを行い、テレビ映画『ブルー・デ・ヴィユ』に出演。
1987年、マイケル・ボルトンのアルバム『いざないの夜』（The Hunger）の収録曲「ホット・ラヴ」と「ジーナ」のバックコーラスに参加。
1988年、イングヴェイ・マルムスティーンのライジング・フォースに参加しアルバム『オデッセイ』を録音。アルバム発売後、短期間のツアーを行ない、レニングラードでのコンサートの音源を『トライアル・バイ・ファイアー：ライヴ・イン・レニングラード』（1989年）として発表。
1989年、イアン・ギランの後任としてディープ・パープルに加入し、アルバム『スレイヴズ＆マスターズ』（1990年）の制作に参加。同アルバムはビルボードで最高位第87位まで上がり、発売後の1991年に行なわれたツアーは来日公演を含めて比較的成功した。しかし次作の制作中、1992年後半に脱退。ジェフ・ワトソン（ギター）、ボブ・デイズリー（ベース）、カーマイン・アピス（ドラムス）とハードロック・バンドであるマザーズ・アーミーを結成して、3枚のアルバムを制作。
主に1990年代半ばからソロ活動を行い、多くの成果を挙げた。
- ブルガリア人ギタリストのニコロ・コッツェフ率いるフィンランドのロックバンドであるブレイズン・アボットとの共演、
- ファンク・ロックのヒューズ・ターナー・プロジェクト名義でグレン・ヒューズとの共演。
- ニコロ・コッツェフのロック・オペラ『ニコロ・コッツェフのノストラダムス』に参加。
- 2005年、ロシアのスタジオ・プロジェクト、マイケル・メン・プロジェクトのアルバム『メイド・イン・モスコウ』にヒューズとともに参加。
- 2006年、非常に音楽的に成功したアダルト・オリエンティド・ロックのスタジオ・プロジェクト「サンストーム」に参加し、ドイツのロック・バンド「ピンク・クリーム69」のデニス・ワード（ベース）と共演。
- 『ヴォイスイズ・オヴ・クラシック・ロック』のゲスト。
- AC/DCのブライアン・ジョンソン（ボーカル）と共に、クラシック・ロック・ケアズ・チャリティ・ツアー[注釈 1]で主演。

2006年8月4日、東京芸術劇場で新日本フィルハーモニー交響楽団と共演してレインボーの楽曲を歌った。
2008年、元レインボーのトニー・カレイ（キーボード）、ボビー・ロンディネリ（ドラムス）、グレッグ・スミス（ベース）と共に、ブラックモアの息子ユルゲン（ギター）とトリビュートバンド「オーバー・ザ・レインボー」を結成。
またカルロス・カヴァーゾ（ギター）、フィル・スーザン（ベース）、ヴィニー・アピス（ドラムス）とツアー・バンド「ビッグ・ノイズ」を結成。
ノルウェーのグループ「ヤン・ホルバーグ・プロジェクト」に加入。
2011年にスタジオ・アルバム『センス・オヴ・タイム』を発表。
2012年夏、スウェーデンで行われたゴールデン・タイムズ・フェスティヴァルで、レジェンズ・ヴォイス・オヴ・ロックと共演。
2013年、ドイツのヘヴィメタル・バンド「アヴァンタシア」のアルバム『ミステリー・オヴ・タイム』の数曲にゲスト参加。同アルバムは3月に発売。
2013年の3月と4月、ラスベガスのLVHホテルとカジノで行われたショー『レイディング・ザ・ロック・ヴォルト』に特別ゲストとして出演。
2014年9月当時、マザーズ・アーミーから発展したレイテッド・エックスのボーカリストとして活動。アルバムは2014年11月に発売。
2022年、71歳の誕生日を迎えて、10月発表予定のアルバム『Belly Of The Beast』のプロモーションで、3歳の頃に脱毛症にかかって14歳の時からかつらを着用している事を公表。かつらを着用していない写真を公開した。

## 来日歴
- 1981年8月。レインボー[注釈 2]。
- 1982年10月。レインボー。
- 1984年3月。レインボー。
- 1988年8月。イングヴェイ・マルムスティーンズ・ライジング・フォース。
- 1991年6月。ディープ・パープル。
- 2000年10月。ソロ[注釈 3]。
- 2002年5月。ヒューズ・ターナー・プロジェクト。
- 2004年2月。ヒューズ・ターナー・プロジェクト。
- 2006年8月4日。「トリビュート・トゥ・レインボー」。新日本フィルハーモニー交響楽団と共演。
- 2007年5月。ソロ。ボネット率いるアルカトラスとダブル・ヘッドライナー。
- 2009年4月。オーバー・ザ・レインボー[注釈 4]。
- 2010年9月。「Voices of Rainbow」。ターナー、ボネット、ドゥギー・ホワイトとレインボーの歴代ボーカリスト3名をフィーチャーした企画[注釈 5]。
- 2013年3月。「Voices of Rainbow」[注釈 5]。

## ディスコグラフィ

### ソロ

#### アルバム
- 『レスキュー・ユー』 - Rescue You (1985年)
- 『ナッシングス・チェンジド』 - Nothing's Changed (1995年)
- 『アンダー・カヴァー』 - Under Cover (1997年) ※カヴァー・アルバム
- 『ハリー・アップ・アンド・ウェイト』 - Hurry Up and Wait (1998年)
- 『アンダー・カヴァー2』 - Under Cover 2 (1999年) ※カヴァー・アルバム
- 『ホーリー・マン』 - Holy Man (2000年)
- 『スラム』 - Slam (2001年)
- 『JLT』 - JLT (2003年)
- 『ザ・ユージュアル・サスペクツ』 - The Usual Suspects (2005年)
- 『セカンド・ハンド・ライフ』 - Second Hand Life (2007年)
- 『ザ・セッションズ』 - The Sessions (2016年) ※コンピレーション・アルバム
- 『ベリー・オブ・ザ・ビースト』 - Belly Of The Beast (2022年)

#### EP
- 『ガール・ライク・ユー』 - Waiting for a Girl Like You (1999年)
- 『チャレンジ・ゼム・オール』 - Challenge Them All (2001年)
- 『ザ・ワン』 - The One (2004年)

#### ライブ・アルバム
- 『ライヴ・イン・ジャーマニー』 - Live in Germany (2008年)
- Street of Dreams - Boston 1985 (2016年)

### ファンダンゴ
- 『ファンダンゴ』 - Fandango (1977年)
- 『ワン・ナイト・スタンド』 - One Night Stand (1978年)
- Last Kiss (1979年)
- Cadillac (1980年)

### レインボー
- 『アイ・サレンダー』 - Difficult to Cure (1981年)
- 『闇からの一撃』 - Straight Between the Eyes (1982年)
- 『ストリート・オブ・ドリームス』 - Bent Out of Shape (1983年)
- 『ファイナル・ヴァイナル』 - Final Vinyl (1986年)

### イングヴェイ・マルムスティーン
- 『オデッセイ』 - Odyssey (1988年)
- 『トライアル・バイ・ファイアー：ライヴ・イン・レニングラード』 - Trial by Fire - Live in Leningrad 1989 (1989年)
- 『インスピレーション』 - Inspiration (1996年) ※カヴァー・アルバム

### ディープ・パープル
- 『スレイヴス・アンド・マスターズ』 - Slaves And Masters (1990年)

### マザーズ・アーミー
- 『マザーズ・アーミー』 - Mothers Army (1993年)
- 『プラネット・アース』 - Planet Earth (1997年)
- 『ファイアー・オン・ザ・ムーン』 - Fire On The Moon (1998年)

### ブレイズン・アボット
- 『アイ・オブ・ザ・ストーム』 - Eye of the Storm (1996年)
- 『バッド・リリジョン』 - Bad Religion (1997年)
- 『ギルティ・アズ・シン』 - Guilty as Sin (2003年)
- A Decade of Brazen Abbot (2004年) ※ライブ・アルバム
- My Resurrection (2005年)

### ヒューズ・ターナー・プロジェクト
- 『ヒューズ/ターナー』 - HTP (2002年)
- 『ライヴ・イン・トーキョー』 - Live in Tokyo (2002年) ※ライブ・アルバム
- 『ヒューズ/ターナー2』 - HTP2 (2003年)

### アキラ・カジヤマ+ジョー・リン・ターナー
- 『ファイアー・ウィズアウト・フレイム』 - Fire Without Flame (2005年)

### サンストーム
- 『サンストーム』 - Sunstorm (2006年)
- 『ハウス・オブ・ドリームズ』 - House of Dreams (2009年)
- 『エモーショナル・ファイア』 - Emotional Fire (2012年)
- 『エッジ・オブ・トゥモロー』 - Edge of Tomorrow (2016年)
- 『ザ・ロード・トゥ・ヘル』 - The Road to Hell (2018年)

### The Jan Holberg Project
- Sense of Time (2011年)
- At Your Service (2013年)

### Rated X
- Rated X (2014年)

### その他
- Michael Men Project : Made In Moscow (2005年)